# Anthurium nitens
Anthurium nitens är en kallaväxtart som beskrevs av Luis Aloysius, Luigi Sodiro. Anthurium nitens ingår i släktet Anthurium och familjen kallaväxter. Inga underarter finns listade.